# 759
Вижте пояснителната страница за други значения на 759.

## Събития
- Състои се битката при Ришкия проход